# Lutold von Kremsier
Lutold von Kremsier, auch Luthold von Kremsier (* vor 1304; † nach 1329) war von 1319 bis 1325 Bischofselekt von Breslau.

## Werdegang
Lutold entstammte einer bürgerlichen Familie aus Kremsier in Mähren. Für 1304 ist er als Scholaster von Glogau und Kanoniker des Breslauer Kreuzstifts nachgewiesen. Später wurde er auch Domherr von Breslau.
Nach dem Tod des Breslauer Bischofs Heinrich von Würben wurde Lutold am 25. Dezember 1319 von einem Teil des Breslauer Domkapitels zu dessen Nachfolger gewählt, während sich der andere Teil für Vitus von Habdank entschied.
Da der Gnesener Erzbischof Janislaw die Wahl Vitus von Habdank bestätigt hatte und an diesem auch die Bischofsweihe vorgenommen haben soll, blieb Lutold von Kremsier die nächsten sechs Jahre Elekt von Breslau.
Nachdem gegen beider Wahl beim päpstlichen Stuhl in Avignon Einspruch eingelegt worden war, wurde Nikolaus von Banz mit dem Amt eines Bistumsadministrators betraut.
Nach langwierigen Auseinandersetzungen verzichtete Lutold 1325/1326 auf das Bistum. Sein Todesjahr soll nach 1329 gewesen sein.